# In Pieces (Garth Brooks)
| Recensione | Giudizio |
| ---------- | -------- |
| AllMusic   |          |

In Pieces è il quinto album in studio dell'artista country statunitense Garth Brooks, pubblicato nel 1993. L'album è stato certificato 8 volte disco di platino negli Stati Uniti dalla RIAA.

## Tracce
1. Standing Outside the Fire (Jenny Yates, Garth Brooks) – 3:52
2. The Night I Called the Old Man Out (Pat Alger, Kim Williams, Brooks) – 3:12
3. American Honky-Tonk Bar Association (Bryan Kennedy, Jim Rushing) – 3:33
4. One Night a Day (Gary Burr, Pete Wasner) – 4:15
5. Kickin' and Screamin' (Tony Arata) – 4:02
6. Ain't Goin' Down ('Til the Sun Comes Up) (Kent Blazy, Williams, Brooks) – 4:33
7. The Red Strokes (James Garver, Lisa Sanderson, Yates, Brooks) – 3:44
8. Callin' Baton Rouge (Dennis Linde) – 2:38
9. The Night Will Only Know (Stephanie Davis, Yates, Brooks) – 3:55
10. The Cowboy Song (Roy Robinson) – 3:59

## Classifiche
| Classifica (1993) | Posizione raggiunta |
| ----------------- | ------------------- |
| Stati Uniti       | 1                   |
| Regno Unito       | 2                   |
| Australia         | 1                   |